# (20156) Herbwindolf
(20156) Herbwindolf est un astéroïde de la ceinture principale.

## Description
(20156) Herbwindolf est un astéroïde de la ceinture principale. Il fut découvert le 13 octobre 1996 à Prescott (Arizona) par Paul G. Comba. Il présente une orbite caractérisée par un demi-grand axe de 2,27 UA, une excentricité de 0,10 et une inclinaison de 8,0° par rapport à l'écliptique.

## Compléments